# Aston Moore
Aston Moore es un atleta británico retirado especializado en la prueba de triple salto, en la que consiguió ser medallista de bronce europeo en pista cubierta en 1981.

## Carrera deportiva
En el Campeonato Europeo de Atletismo en Pista Cubierta de 1981 ganó la medalla de bronce en el triple salto, con un salto de 17.63 metros, tras el soviético Shamil Abbyasov  que con 17.30 metros batió el récord del mundo, y el alemán Klaus Kübler.